# Okręg wyborczy Stroud
Okręg wyborczy Stroud powstał w 1832 r. i wysyłał do brytyjskiej Izby Gmin dwóch deputowanych. W 1885 r. liczbę mandatów przypadających na okręg zmniejszono do jednego. W latach 1950–1955 okręg nosił nazwę Stroud and Thornbury. Okręg obejmuje dystrykt Stroud w hrabstwie Gloucestershire.

## Deputowani do brytyjskiej Izby Gmin z okręgu Stroud

### Deputowani w latach 1832–1885
- 1832–1835: William Henry Hyett
- 1832–1833: David Ricardo
- 1833–1867: George Poulett Scrope
- 1835–1835: Charles Richard Fox
- 1835–1841: lord John Russell, wigowie
- 1841–1852: William Henry Stanton
- 1852–1853: Henry Reynolds-Moreton, lord Moreton, wigowie
- 1853–1868: Edward Horsman
- 1867–1874: Henry Winterbotham
- 1868–1874: Sebastian Stewart Dickinson
- 1874–1874: John Edward Dorington
- 1874–1874: Walter John Stanton
- 1874–1874: John Edward Dorington
- 1874–1880: Alfred John Stanton
- 1874–1875: Henry Brand
- 1875–1880: Samuel Marling
- 1880–1885: Walter Stanton
- 1880–1885: Henry Brand

### Deputowani po 1885
- 1885–1886: Henry Brand
- 1886–1892: George Holloway, Partia Liberalna
- 1892–1895: David Brynmor Jones, Partia Liberalna
- 1895–1900: Charles Cripps, Partia Konserwatywna
- 1900–1918: Charles Peter Allen, Partia Konserwatywna
- 1918–1922: Robert Ashton Lister, Partia Liberalna
- 1922–1923: Stanley William Tubbs, Partia Konserwatywna
- 1923–1924: Frederick Guest, Partia Liberalna
- 1924–1931: Frank Nelson, Partia Konserwatywna
- 1931–1945: Walter Perkins, Partia Konserwatywna
- 1945–1950: Ben Parkin, Partia Pracy
- 1950–1955: Walter Perkins, Partia Konserwatywna
- 1955–1987: Anthony Kershaw, Partia Konserwatywna
- 1987–1997: Roger Knapman, Partia Konserwatywna
- od 1997: David Drew, Partia Pracy